# Harry Zingel
Harald „Harry“ Zingel (* 10. Oktober 1963 in Starnberg; † 12. August 2009 in Erfurt) war ein Dozent und Autor.

## Werdegang
Harald Zingel wuchs in verschiedenen Ländern auf. Von 1983 bis 1988 belegte er an der Universität Lüneburg ein Studium der Betriebswirtschaftslehre und der Gesellschaftswissenschaften, das er als Diplom-Sozialökonom abschloss. Gleichzeitig arbeitete er als freiberuflicher Programmierer und war 1984 im Indien-Export für ein deutsches Exportunternehmen in Neu-Delhi tätig.
Zingel war verheiratet und lebte bis zu seinem Tod 2009 in Gispersleben bei Erfurt.

## Betätigungsfeld
Seit 1988 nahm Harald Zingel eine Lehrtätigkeit im Frankfurter Raum wahr, die er seit dem Sommer 1990 in den neuen Bundesländern fortsetzte. Von 1990 bis 1994 erfolgten Auslandsaufenthalte in Indien und Afrika. 1996 brachte Zingel sein erstes Lehrbuch Multimedia Marketing heraus und begann mit seiner Arbeit als Internet-Entwickler. Seit 2001 war er auch als Ausbilder tätig und bildete bei einem Erfurter Bildungsträger erstmals Programmierer in Navision C/SIDE aus. Darüber hinaus war er Mitglied in den Prüfungsausschüssen zu den Aufstiegsfortbildungen Bilanzbuchhalter International, Betriebswirt (IHK) und Technischer Betriebswirt bei der IHK Erfurt sowie im Diplomprüfungsausschuss an der Berufsakademie Eisenach.
Den Klimawandel, der auch damals schon wissenschaftlicher Konsens war, leugnete Harald Zingel in seinem Onlineportal 'BWL-Bote' und bezeichnete Maßnahmen zum Klimaschutz als "gigantische Abzocke". Dabei suggerierte er, dass Zweck der Klimaschutzmaßnahmen sei, die "Kassen der verarmten Politiker zu retten".

## Veröffentlichungen
- Lehrbuch der Kosten- und Leistungsrechnung. Goyang Media, Heppenheim 2004, ISBN 3-937473-05-X
- Handbuch für Prüfungsteilnehmer. Goyang Media, Heppenheim 2004, ISBN 3-937473-06-8
- Handbuch der Material- und Lagerwirtschaft. Goyang Media, Heppenheim 2005, ISBN 3-937473-07-6
- IFRS Arbeitsbuch. Wiley-VCH, Weinheim 2006, ISBN 978-3-527-50208-0
- IFRS Formelsammlung. Wiley-VCH, Weinheim 2006, ISBN 978-3-527-50223-3
- BWL-Formelsammlung. Wiley-VCH, Weinheim 2006, ISBN 978-3-527-50216-5
- Bilanzanalyse nach HGB. Wiley-VCH, Weinheim 2007, ISBN 978-3-527-50251-6
- Controlling-Arbeitsbuch. Wiley-VCH, Weinheim 2007, ISBN 978-3-527-50252-3
- Budgetplanung. Wiley-VCH, Weinheim 2007, ISBN 978-3-527-50292-9
- Prüfungen erfolgreich bestehen. Goyang Media, Heppenheim 2008, ISBN 978-3-937473-20-8
- Kosten- und Leistungsrechnung. Wiley-VCH, Weinheim 2008, ISBN 978-3-527-50388-9
- Investitionsrechnung. Wiley-VCH, Weinheim 2009, ISBN 978-3-527-50468-8